# Templo de la Luna
El Templo de la Luna es un templo ceremonial inca en Huayna Picchu cerca de Machu Picchu, en Perú. El sitio se compone de mampostería de piedra y una cara abierta, que consiste en una cueva poco profunda. El templo fue nombrado arbitrariamente, al igual que muchos de los otros sitios en Machu Picchu.
En el centro de la cueva esta un trono tallado en la roca. Junto al trono están los pasos que conducen a una parte más profunda en la cueva. Se piensa que las cuevas fueron utilizadas para albergar momias. El Templo de la Luna data de 1500 años atrás. Fue redescubierto en 1936. Se encuentra a 390 metros por debajo de la cumbre en el lado norte del Huayna Picchu.